# Amoklauf von Bad Reichenhall
Der Amoklauf von Bad Reichenhall ereignete sich in der Mittagszeit des 1. November 1999 in Bad Reichenhall. Dabei erschoss der 16-jährige Martin Peyerl vier Menschen und verletzte fünf weitere, bevor er sich selbst tötete.

## Tathergang

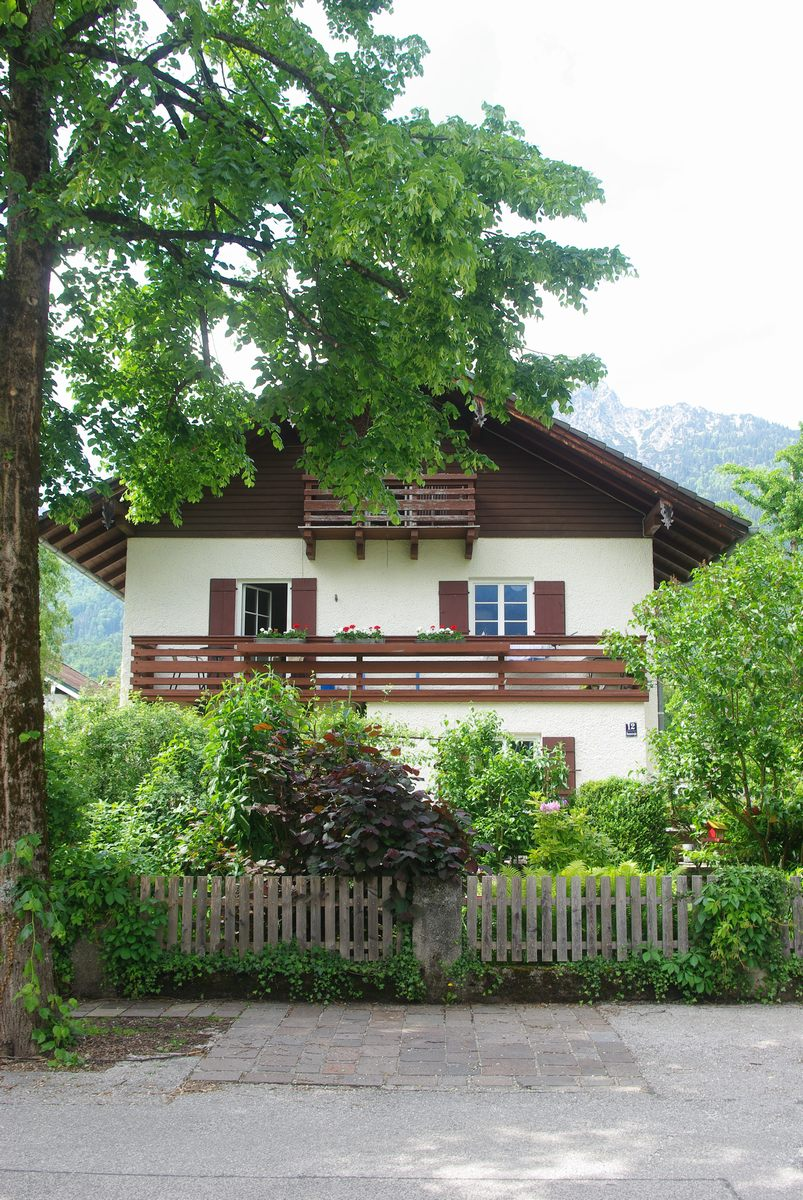
Haus Riedelstraße 12 in Bad Reichenhall

Anlässlich des in Bayern gesetzlichen Feiertages Allerheiligen besuchten die Eltern von Martin Peyerl am 1. November 1999 auf dem Friedhof in Piding das Grab seiner Großmutter, während er selbst alleine zu Hause blieb. Gegen 12 Uhr mittags kam die Schwester nach Hause, die bis dahin im nur 50 Meter entfernten Krankenhaus gearbeitet hatte. Was sich bei dem Zusammentreffen der Geschwister in der Wohnung abspielte, war von der Kriminalpolizei nicht genau zu klären.
Um die Mittagszeit fing der Jugendliche an, mit einem halbautomatischen Selbstladegewehr aus zwei Fenstern der elterlichen Wohnung zu schießen. Eine 59-jährige Nachbarin und ihr 60-jähriger Ehemann wurden von insgesamt zehn Kugeln getroffen und waren vermutlich auf der Stelle tot. Mit einem weiteren Gewehr traf der Amokschütze einen Patienten, der sich zum Rauchen vor dem Krankenhauseingang befand und einen Tag danach seinen Verletzungen erlag.
Zu den fünf Verletzten zählten u. a. der Schauspieler Günter Lamprecht, der zum Tatzeitpunkt die Klinik zu einer Untersuchung betreten wollte und von zwei Schüssen aus einem 6-schüssigen Revolver getroffen wurde, sowie seine Lebensgefährtin Claudia Amm und sein Fahrer.
Als die Polizei einige Stunden später die Wohnung des Amokschützen stürmte, entdeckten sie seine Leiche und die seiner 18-jährigen Schwester. Die Schwester hatte er ohne ersichtliche  Spuren für einen Kampf mit fünf Schüssen aus dem Revolver in Kopf, Brust und einen Arm „regelrecht hingerichtet“, der Amokschütze selbst hatte sich in der Badewanne mit einer Schrotflinte erschossen.

## Hintergründe

### Mutmaßungen zum Motiv
Warum der in Bad Reichenhall aufgewachsene Schlosserlehrling zum Amokschützen wurde oder was der konkrete Anlass bzw. das Motiv für seine Tat war, konnte nicht endgültig und zweifelsfrei geklärt werden.
Erste Mutmaßungen für Hintergründe seines Motivs lauteten:
- Er galt während seiner Schulzeit als ruhiger unauffälliger Junge, jedoch auch als Einzelgänger ohne Freunde, von dem ein Mitschüler sagte, dass er von anderen „dauernd verarscht wurde“.[5] Zudem hieß es, „er sei ein Fan von brutalen Videospielen gewesen.“[4] Erste Eilmeldungen zogen einen Vergleich u. a. mit dem Amoklauf an der Columbine High School.[5]

- Kurz nach der Tat wurden in der Presse auch Vermutungen darüber angestellt, ob der Täter ein Neonazi war,[4] da er u. a. laut seiner Mitschüler „Nazibilder in sein Hausaufgabenheft geklebt“ habe[5] und die Polizei in seinem Zimmer ein Hakenkreuz an der Wand sowie mehrere Wehrmachtssymbole und Musik-CDs mit gewaltverherrlichenden Inhalten fand.[6]

Der damalige Chefermittler der Staatsanwaltschaft Traunstein schloss bereits wenige Tage nach der Tat einen rechtsextremen Hintergrund ebenso aus wie Alkohol- oder Drogenmissbrauch – ihm war lediglich „klar, dass das Motiv in der Persönlichkeit des Täters liegt.“ Und dieser „mageren Erkenntnis“ konnte auch Jahre später nichts Neues angefügt werden. Laut dem Psychiater Lothar Adler zählte der Täter zu den im pathologischen Sinne narzisstischen Persönlichkeiten, deren hochstrebende Vorstellungen über sich selbst nicht mit der Außenwahrnehmung übereinstimmen würden. Derartig gestörte Persönlichkeiten empfinden die Reaktionen der anderen als Kränkungen, die sie zwar hinnehmen, aber nicht vergessen könnten, „bis sie irgendwann gegen die ihrer Meinung nach ungerechte Welt losschlagen“.

### Verwendete Waffen
Nach zwölfjähriger Verpflichtung bei der Bundeswehr, zuletzt als Unteroffizier bei einem Wartungstrupp in der Kaserne Bad Reichenhall, war der Vater des jugendlichen Amokläufers Sportschütze und wurde als Waffennarr beschrieben. Für 17 Waffen – fünf Revolver und Pistolen sowie zwölf Gewehre – hatte er eine Waffenbesitzkarte ausgestellt bekommen, darüber hinaus verfügte er über zwei weitere Waffen ohne eine solche waffenrechtliche Erlaubnis zum Besitz.
Als Tatwaffen benutzte sein Sohn Martin hiervon u. a. ein Ruger Mini-14 (halbautomatisches Selbstladegewehr) sowie einen Colt Python (6-schüssiger Revolver).

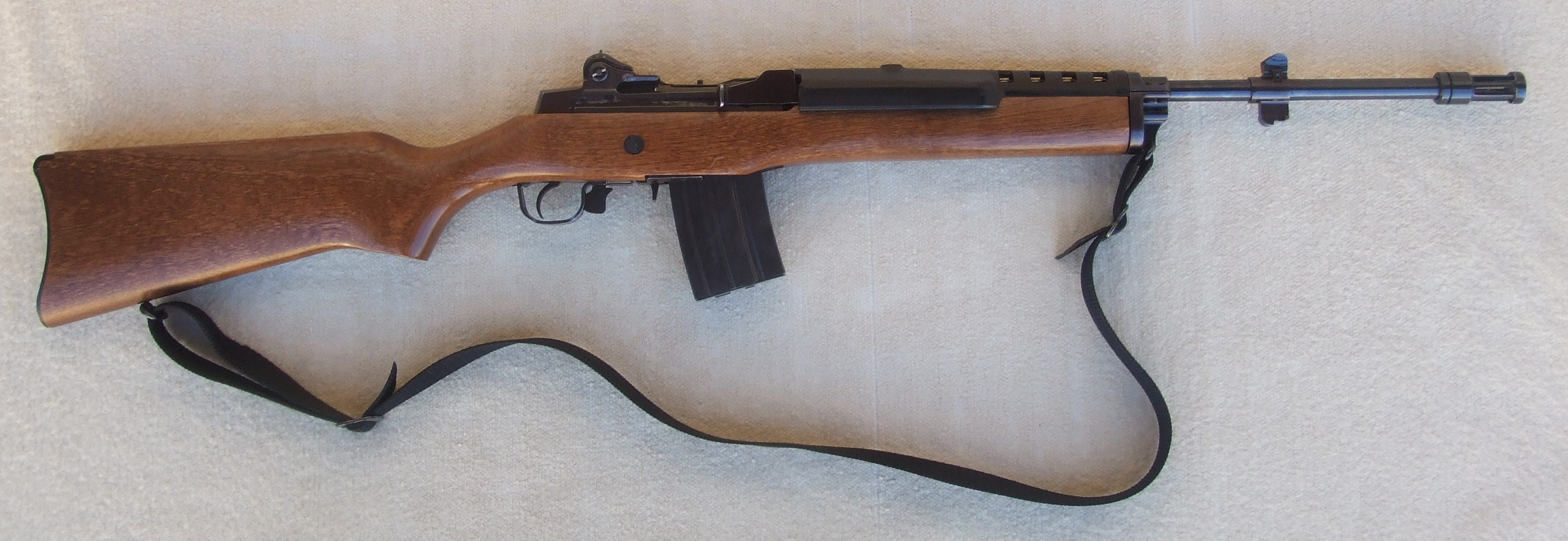
Ruger Mini-14
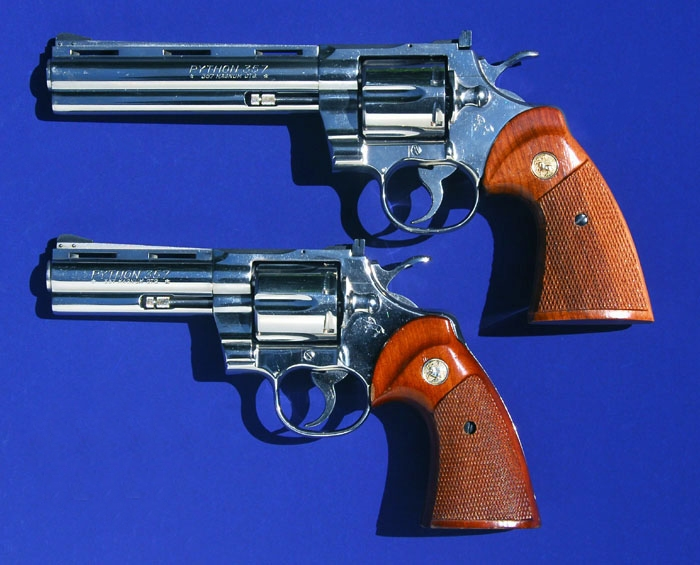
Colt-Python

## Reaktionen

### Politischer Diskurs auf Bundesebene
Nach diesem Amoklauf in Bad Reichenhall wurde eine Verschärfung des Waffenrechts diskutiert und der damalige Bundesinnenminister Otto Schily (SPD) kündigte strengere Vorschriften zur Aufbewahrung von Waffen an. Doch erst zehn Jahre später hat der Amoklauf von Winnenden zu Änderungen der Waffengesetze in Deutschland geführt, die ab dem 17. Juli 2009 u. a. Verletzungen der Aufbewahrungspflicht von einer Ordnungswidrigkeit zur Straftat erhoben haben und sie mit einer Geldstrafe oder einer Freiheitsstrafe von bis zu drei Jahren ahnden.

### Juristische Aufarbeitung
Die Tat führte trotz Ankündigung des von Günter Lamprecht beauftragten Anwalts Rolf Bossi zu keinerlei strafrechtlichen Verfolgungen der inzwischen (Stand: 2009) getrenntlebenden Eltern. „Geschlossen sind die Akten auch im Verfahren gegen den Vater des jugendlichen Todesschützen“, dessen Waffenschrank offenbar nicht genügend gesichert war, „um den Amoklauf von Bad Reichenhall am Tag der Toten zu verhindern.“

### Kein öffentliches Gedenken vor Ort
2009 mochte in Bad Reichenhall kaum jemand mehr an das schreckliche Geschehen erinnert werden und der damalige Oberbürgermeister Wolfgang Heitmeier wollte sich dazu nicht mehr äußern. Auch sein Nachfolger Herbert Lackner meinte nur noch „Ich war in der Sache nicht involviert“ und nach dem Einsturz der Eislaufhalle Bad Reichenhall (2006) sei „das (..) kein Thema mehr.“

## Folgen für die Opfer
Einzig die Folgen für die beiden angeschossenen prominenten Opfer, die den Amoklauf schwer verletzt überlebt hatten, fanden öffentliche Erwähnung. So klagte Günter Lamprecht noch fünf Jahre nach dem Ereignis über Albträume und schlaflose Nächte als Folge der Tat. Von seiner Lebenspartnerin Claudia Amm ist bekannt, dass ihren schweren Schussverletzungen eine lange Rekonvaleszenzzeit folgte. Über etwaig erfolgreiche Schadenersatzforderungen der Opfer oder/und ihrer Hinterbliebenen gibt es keine Informationen.